# Maus-Zwergbeutelratte
Die Maus-Zwergbeutelratte (Marmosa murina (Synonyme: Didelphis murina, Marmosa tobagi)) ist eine Beuteltierart, die im nordwestlichen und westlichen Südamerika vorkommt. Ihr Verbreitungsgebiet umfasst Trinidad und Tobago, Venezuela, die drei Guyanas und die Regionen Brasiliens, die nördlich des Amazonas und westlich des Rio Negro liegen, sowie die brasilianischen Landschaften die südlich des Amazonas, östlich des Rio Tapajós und nördlich des Río Paraná liegen. Westlich davon schließt sich das Verbreitungsgebiet der Großfuß-Zwergbeutelratte (Marmosa macrotarsus) an, die ursprünglich als Unterart von Marmosa murina galt, seit 2014 aber als eigenständige Art betrachtet wird.

## Beschreibung
Maus-Zwergbeutelratten erreichen eine Kopfrumpflänge von 9,1 bis 24 cm, und haben einen 13,9 bis 28 cm langen Schwanz und ein Gewicht von 19 bis 100 g. Der Schwanz ist damit im Schnitt etwa 30 % länger als Kopf und Rumpf zusammen. Er ist nur an der Basis (ca. 10 % der Länge) behaart. Aufgrund des großen Verbreitungsgebietes ist die Art farblich variabel. Das Rückenfell variiert von hellbraun bis dunkel graubraun, oft durchmischt mit helleren oder orangebraunen Haaren. Die Körperseiten sind etwas heller. Der Bauch kann cremefarben bis dunkel gelblich oder rosig sein. Ein dunkler Streifen in der Rückenmitte fehlt. Das Fell ist samtig und dicht. Rund um die schwarzen Augen finden sich schwarze oder dunkelbraune Augenringe, die nicht bis zur Ohrbasis reichen. Die Schnauzenmitte ist heller als der übrige Kopf. Die Vorderpfoten sind braun bis orangebraun, die Hinterpfoten hellbraun bis weißlich. Weibchen haben keinen Beutel. Die Anzahl der Zitzen liegt bei elf, je fünf an jeder Seite und eine mittige. Der Karyotyp ist 2n=14,FN=24.

## Lebensraum und Lebensweise
Die Maus-Zwergbeutelratte lebt in Regen- und Trockenwäldern, in Mangroven und in Galeriewäldern und inselartig isolierten Wäldern inmitten von Savannen von Meeresspiegelhöhe bis in Höhen von 1350 Metern. Sie ist menschlichen Eingriffen in ihrem Lebensraum gegenüber relativ tolerant. Im nordöstlichen Brasilien wird sie in der Nähe von Häusern gefunden und in Französisch-Guyana lebt sie auch in den traditionellen Hütten der Wayapi. Sie ist nachtaktiv und lebt sowohl auf dem Erdboden als auch auf Bäumen und Sträuchern bis in Höhen von etwa fünf Metern. Sie ernährt sich vor allem von Insekten und anderen Wirbellosen. Zu ihren Beutetieren zählen Käfer, Hautflügler, vor allem Ameisen, Tausendfüßer und Ringelwürmer. Außerdem verzehrt sie Früchte, drunter die von Ameisenbäumen, Bellucia, Henriettea und Feigen. Hin und wieder werden auch Blüten, Nektar oder Frösche verspeist. Auf dem Erdboden suchen die Tiere Kleintiere zwischen dem Falllaub. Bei Untersuchungen im südöstlichen Brasilien enthielten alle Kotproben der Maus-Zwergbeutelratte Überreste von Gliederfüßern und die Hälfte enthielt Samen. In Zentralbrasilien vermehren sich die Maus-Zwergbeutelratten in der Trockenzeit. Ein Weibchen bekommt im Durchschnitt 8,4 Jungtiere, maximal elf. Bei der Geburt sind diese 10 mm lang.

## Status
Der Bestand der Maus-Zwergbeutelratte wird von der IUCN als ungefährdet (Least concern) eingeordnet. Sie ist weit verbreitet, kommt mit der Anwesenheit von Menschen und Beeinträchtigungen ihres Lebensraums durch den Menschen gut klar, lebt auch in zahlreichen Schutzgebieten und ist häufig. In Französisch-Guyana fand man auf einem Quadratkilometer 20 bis 100 Exemplare.

## Belege
1. 1 2 3 4  Diego Astúa: Family Didelphidae (Opossums). in Don E. Wilson, Russell A. Mittermeier: Handbook of the Mammals of the World – Volume 5. Monotremes and Marsupials. Lynx Editions, 2015, ISBN 978-84-96553-99-6. Seite 140 u. 141.
2. ↑  Voss, R. S.; Gutiérrez, E. E.; Solari, S.; Rossi, R. V.; Jansa, S. A.: Phylogenetic Relationships of Mouse Opossums (Didelphidae, Marmosa) with a Revised Subgeneric Classification and Notes on Sympatric Diversity. American Museum Novitates, Nr. 3817, 2014, S. 1–27 (PDF)
3. ↑  Marmosa murina in der Roten Liste gefährdeter Arten der IUCN 2015. Eingestellt von: Brito, D., Astua de Moraes, D., Lew, D., Soriano, P. & Emmons, L., 2015. Abgerufen am 18. Februar 2019.